# Viro (duet)
Viro – duński duet muzyczny. Duet został utworzony w 2006 roku i tworzą go Rasmus Ro oraz Jakob Winge.

## Dyskografia

### Albumy studyjne
| Rok  | Dane dot. albumu                                                                                                 |
| ---- | --- |
| 2007 | Viro - Wytwórnia: disco:wax - Format: CD, digital download                                                       |
| 2010 | 2 (På vej mod det fjerne) - Wytwórnia: 2 października 2010 - Wytwórnia: disco:wax - Format: CD, digital download |

### Single
| Rok  | Tytuł     | Najwyższe pozycje na listach | Najwyższe pozycje na listach |
| Rok  | Tytuł     | DNK                          | FIN                          |
| ---- | --------- | ---------------------------- | ---------------------------- |
| 2006 | „Adam”    | 4                            | 10                           |
| 2007 | „Enzo”    | 13                           | 17                           |
| 2007 | „Pædagog” | –                            | –                            |
| 2011 | „Jack D”  | –                            | –                            |

#### Single promocyjne
| Rok | Tytuł           | Źródło |
| --- | --------------- | ------ |
| –   | „Sommer uartig” | [ 3 ]  |

### Remiksy
| Rok | Tytuł                          | Artysta    | Źródło |
| --- | ------------------------------ | ---------- | ------ |
| –   | „Grab That Thing” (Viro Remix) | Hampenberg | [ 4 ]  |